# Madison (Brooklyn)
Madison es un barrio residencial en el distrito de Brooklyn en Nueva York. El barrio recibe el nombre del Instituto James Madison y se encuentra justo al este de Homecrest y al sur de Midwood. Sus fronteras son Kings Highway al norte, la avenida U al sur, la avenida Ocean al oeste y la avenida Nostrand al este. Madison utiliza el código ZIP 11229. La zona es parte del Brooklyn Community Board 15.